# Kärrspindling
Kärrspindling (Cortinarius tubarius) är en svampart som beskrevs av J.F. Ammirati och Alexander Hanchett Smith 1972. Kärrspindling ingår i släktet Cortinarius och familjen spindlingar.  Arten är reproducerande i Sverige. Inga underarter finns listade i Catalogue of Life.